# Museum of Pop Culture
Museum of Pop Culture (MoPOP; poprzednia nazwa: EMP Museum) – muzeum popkultury w Seattle, w Stanach Zjednoczonych, poświęcone historii muzyki popularnej, gatunkowi science fiction i ogólnie – popkulturze.

## Historia
Muzeum powstało w 2000 roku dzięki współzałożycielowi Microsoftu, Paulowi Allenowi. Funkcjonowało wówczas jako Experience Music Project. Od tego czasu zmieniało nazwę jeszcze kilkukrotnie: EMP, Experience Music Project and Science Fiction Museum and Hall of Fame (EMPSFM), EMP Museum i wreszcie w 2016 zostało przemianowane na Museum of Pop Culture (MoPOP).

## Architektura
Budynek muzeum zaprojektował Frank O. Gehry and Associates. Instytucja znajduje się na terenie kampusu Seattle Center, łącząc się ze Space Needle i Seattle Center Monorail. Konstrukcja składa się z 21 000 arkuszy blachy. W muzeum znajduje się m.in. scena dla zwiedzających, gdzie mogą dotknąć eksponatów, spróbować gry na instrumentach itp.
Centralne miejsce muzeum zajmuje tzw. Sky Church, które jest hołdem dla Jimi Hendrixa. To specjalna sala koncertowa, która może pomieścić do 800 gości, a której sufit udekorowany poruszającymi się parasolami wznosi się na wysokości ponad 21 metrów.
Projekt został przyjęty z mieszanymi uczuciami – część krytyków doceniła pomysł słynnego architekta, zainspirowanego gitarą roztrzaskaną podczas koncertu rockowego. Niektórzy jednak widzieli w konstrukcji „hemoroidy”, „coś, co wypełzło z morza, zwinęło się i zdechło”, dzieło Gehry’ego zaliczono także do „10. najbrzydszych budynków świata”.

## Działania
Muzeum organizuje wystawy tematyczne w swojej przestrzeni oraz produkuje wystawy objazdowe. Współpracuje z Seattle International Film Festival (SIFF): co roku, zimą, w Seattle Cinerama Theater obie instytucje organizują Festiwal Krótkometrażowych Filmów Science – Fiction i Fantasy (Science Fiction and Fantasy Short Film Festival).
Instytucja prowadzi różnego rodzaju spotkania i warsztaty oraz konkursy: STAR (Student Training in Artistic Reach); Creativity Camps for Kids; Teen Artist Workshops; Write Out of This World (konkurs literacki z tematyki science fiction i fantastyki dla dzieci i młodzieży), a także Hip-Hop Artist Residency.
W muzeum odbywają się koncerty, w programie instytucji znajdują się także panele dyskusyjne i konferencje.

## Wybrane wystawy
- Star Trek: Exploring New Worlds[1]
- The Art of Video Games[2]

- Can't Look Away: The Lure of Horror Film[14]
- Fantasy: Worlds of Myth and Magic[15]
- World of Wearable Art[2]
- Nirvana: Taking Punk to the Masses[4]
- Prince from Minneapolis[16]

## Galeria

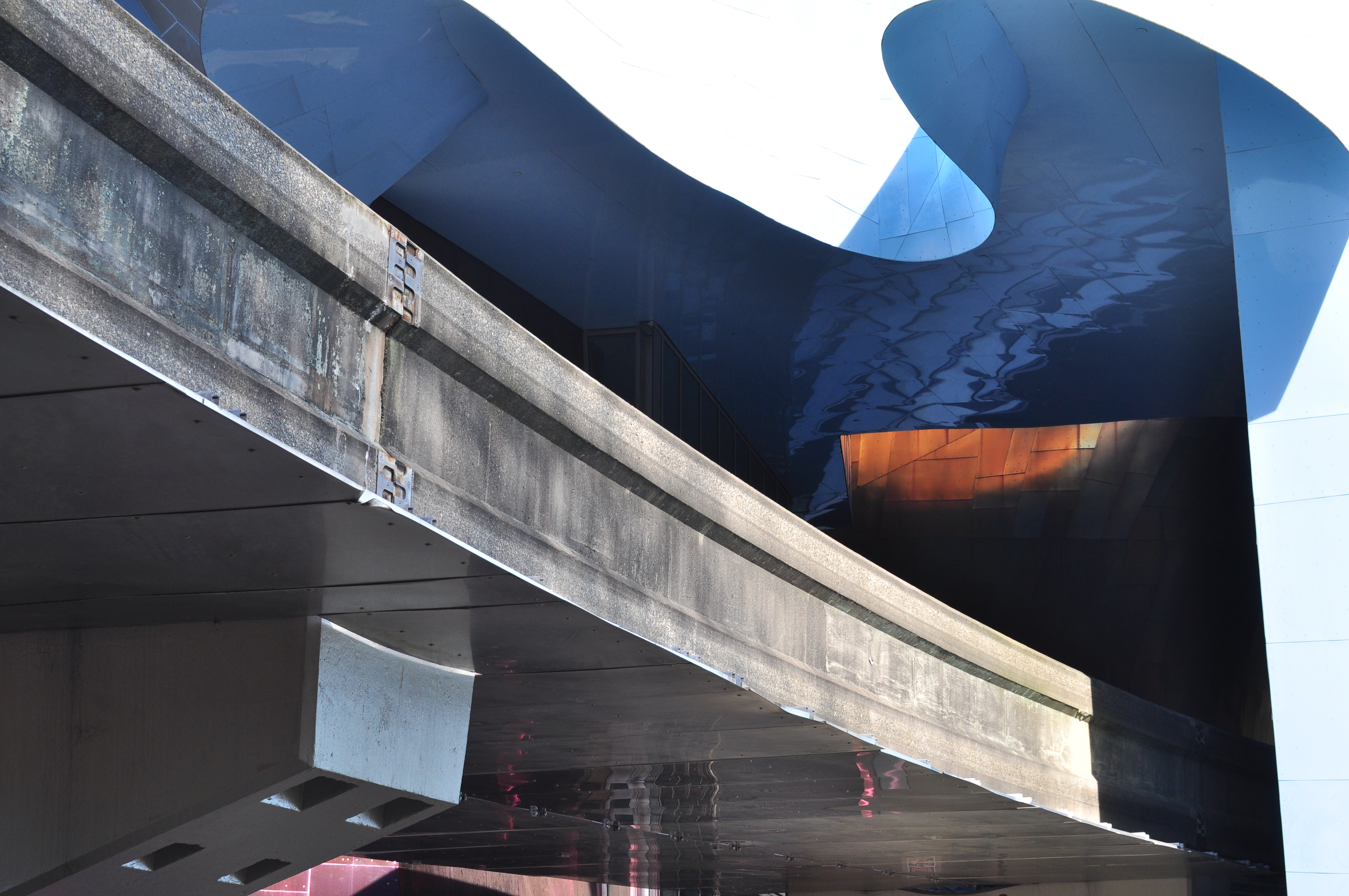
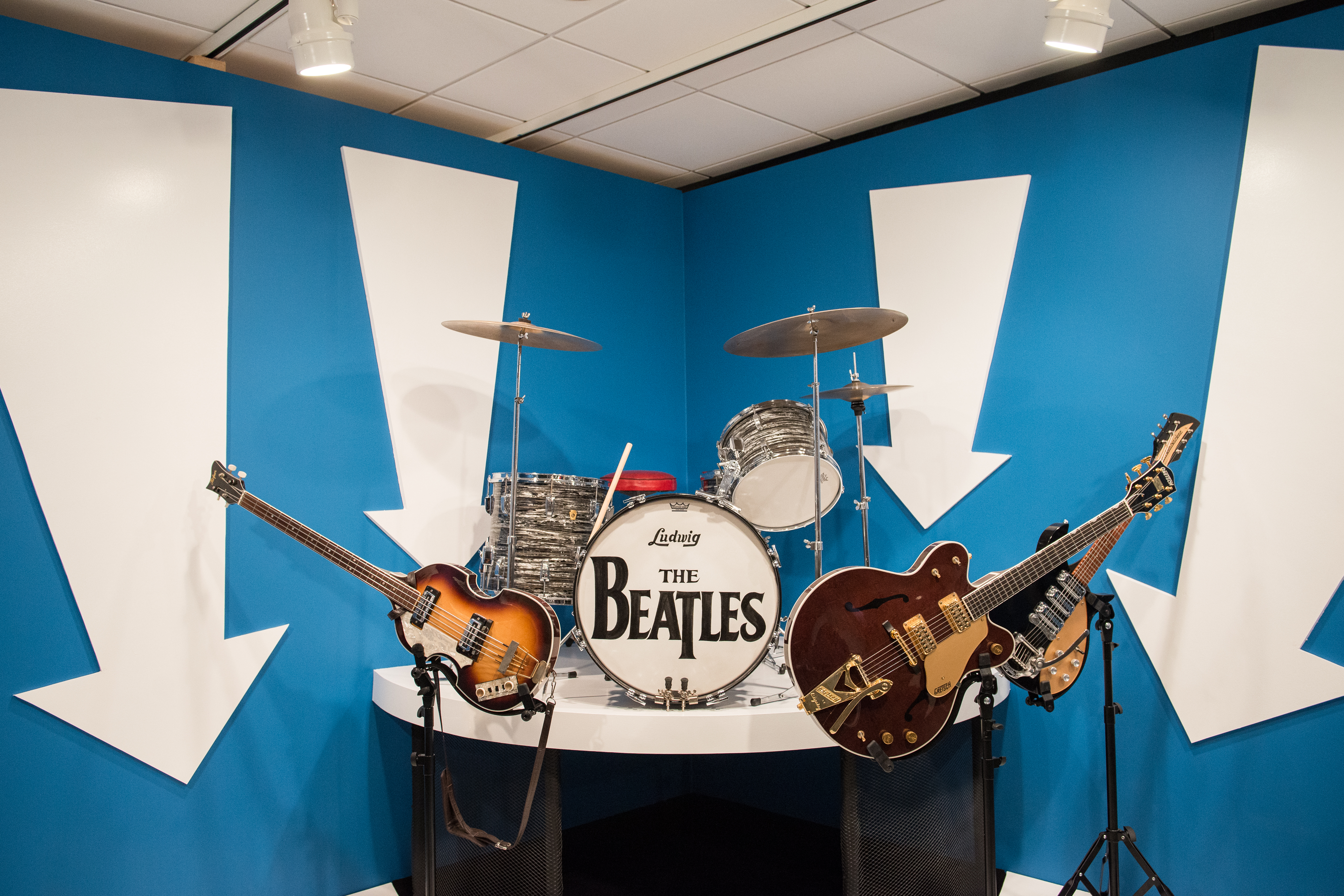
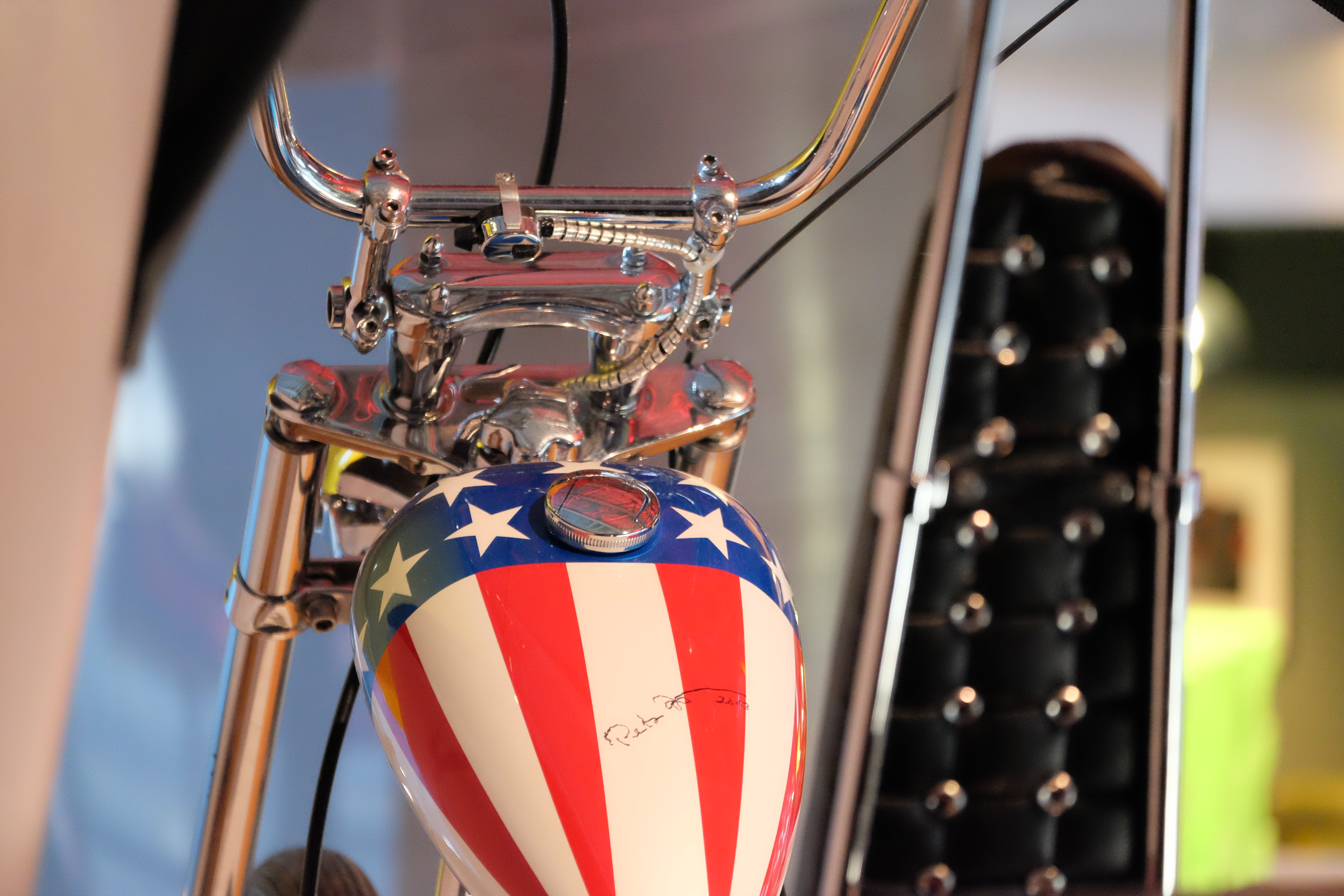
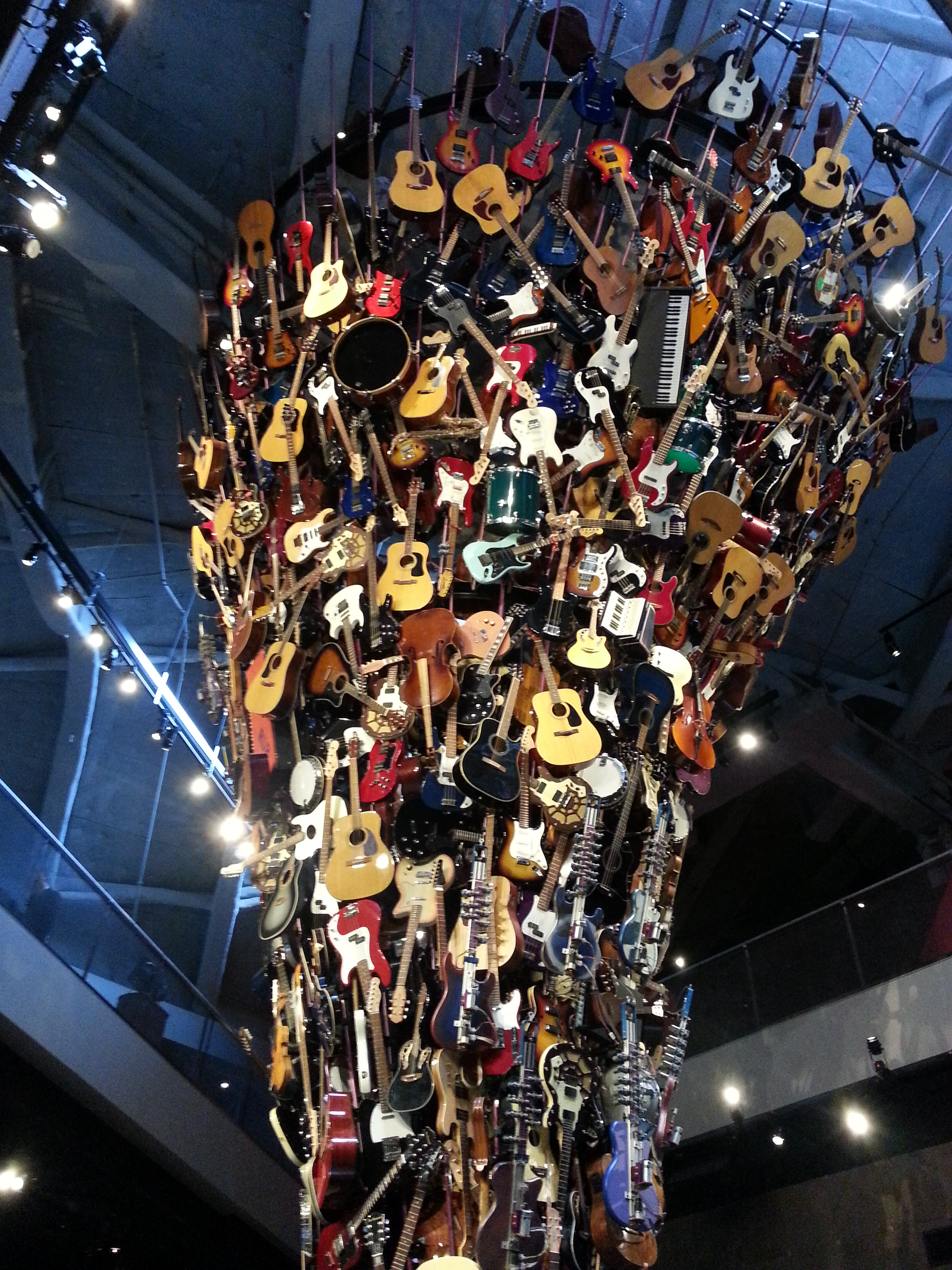
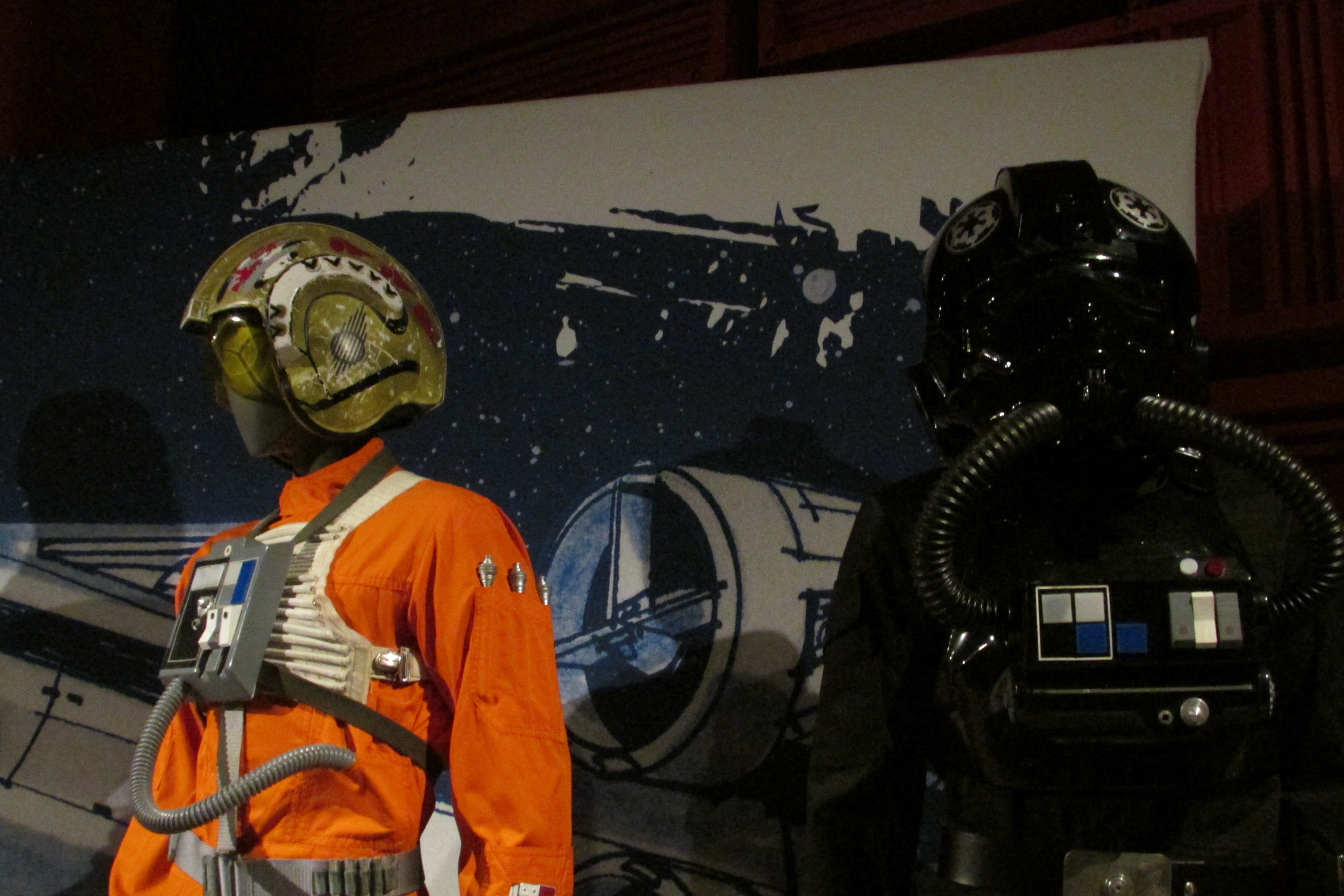
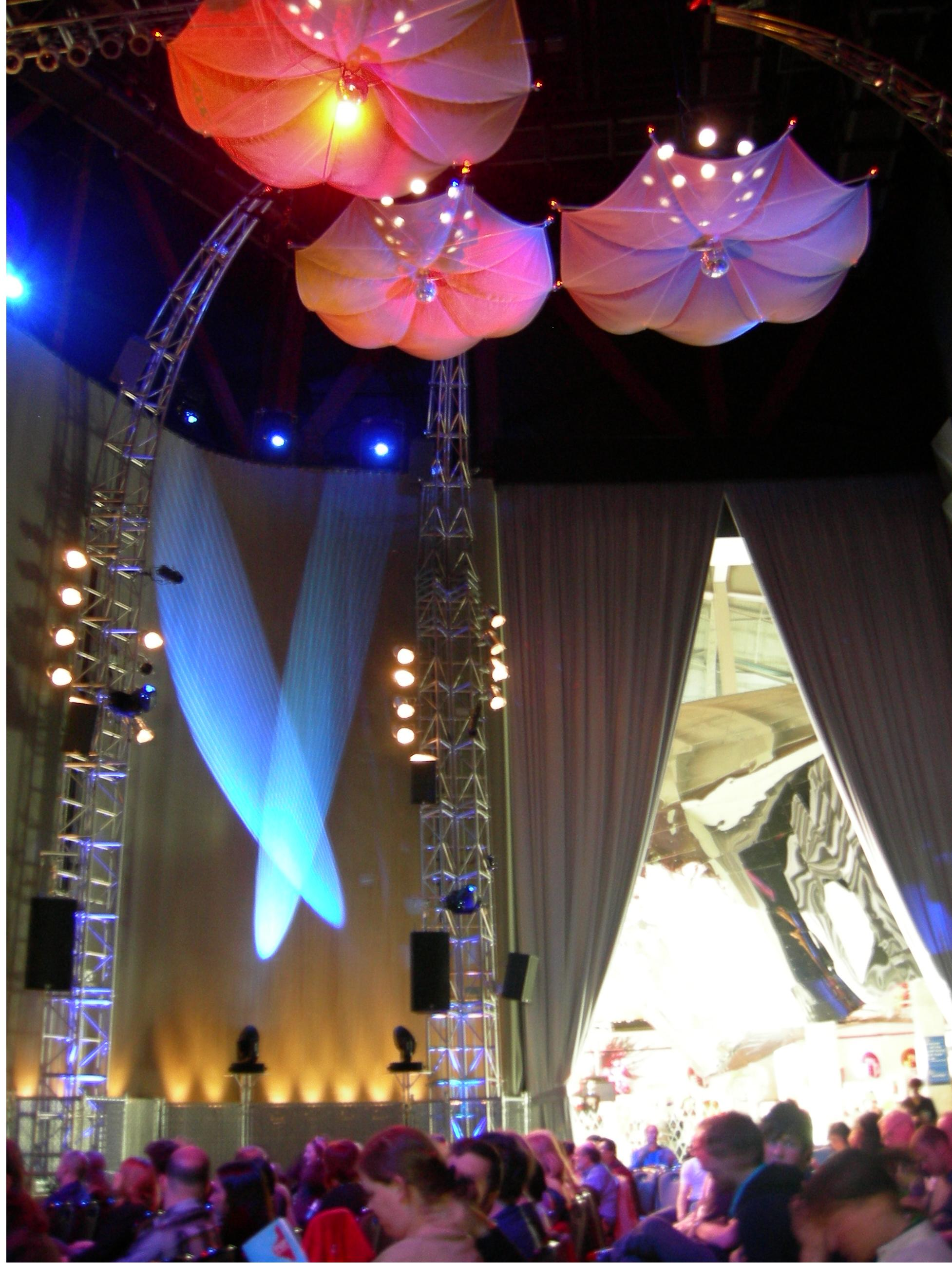